# Provinziallandtag der Rheinprovinz

Wappen der Rheinprovinz

Der Provinziallandtag der Rheinprovinz, auch Rheinischer Provinziallandtag oder Provinzialstände der Rheinlande, war der Provinziallandtag der preußischen Rheinprovinz. Anfangs bloß als eine Ständeversammlung konzipiert avancierte er im Laufe des 19. Jahrhunderts zum modernen Parlament des Provinzialverbands. 

## Geschichte
Durch das „Gesetz wegen Anordnung der Provinzial-Stände für die Rheinprovinzen“ vom 27. März 1824 schuf der preußische König Friedrich Wilhelm III. „das gesetzmäßige Organ unserer getreuen Untertanen“ und damit einen ersten Anfang einer politischen Vertretung der Rheinprovinz. Durch Artikel XIII der Deutschen Bundesakte vom 8. Juni 1815 hatte sich Preußen zur Einführung einer landständischen Verfassung in seinen Ländern völkerrechtlich verpflichtet. Durch Besitzergreifungspatent vom 5. April 1815 hatte der König in den ihm beim Wiener Kongress zugeteilten Rheinlanden die Hoffnung geweckt, eine moderne Verfassung mit weitgehenden Mitwirkungsmöglichkeiten des Volkes zu gewähren. Diese Erwartungen erfüllten sich mit dem 1824 erlassenen Gesetz noch nicht, weil Preußen damit nicht dem Vorbild süddeutscher Länder folgte, die ihre Verfassungen dem französischen Exempel nachgebildet hatten, sondern „im Geiste der älteren deutschen Verfassungen“ eine allenfalls protoparlamentarische Versammlung mit eingeschränkter Repräsentation schuf. Die erste allgemeine landständische Verfassung der Rheinprovinz berücksichtigte das frühere landständische Repräsentationsrecht des rheinischen Adels, schloss sich aber konzeptionell dem Landrecht der älteren preußischen Provinzen an. Die nach der Franzosenzeit übrig gebliebenen mediatisierten Stände erhielten daher ebenso einen Platz wie die Ritterschaft. Hierzu wurde aber ein vorher am Rhein unbekanntes Institut eingeführt, nämlich das Rittergut.
Am 29. Oktober 1826 trat der Rheinische Provinziallandtag zur ersten Sitzung zusammen. Vier Stände gehörten ihm an:
- der Fürstenstand (vormals die „unmittelbaren Reichsstände“, vertreten durch vier, später fünf adelige Familien mit erblichem Stimmrecht: Fürsten Wied, Solms-Braunfels, Solms-Hohensolms-Lich, Hatzfeld, Salm-Reifferscheidt-Dyck)
- 25 Gutsbesitzer (der Stand der Ritterschaft, Rittergutsbesitzer mit besonderen Vorrechten)
- 25 Repräsentanten der Städte (Grundbesitzer mit bestimmtem Grund- und Gewerbesteuer-Aufkommen, wobei in den Stadtvierteln auf 50 Feuerstellen je ein Wähler kam)
- 25 Vertreter der Landgemeinden („Bezirkswähler“ in den Regierungsbezirken wählten die Abgeordneten, die über Betriebs- und Grundbesitz mit bestimmtem Steueraufkommen verfügen mussten)

Der König berief etwa alle zwei bis drei Jahre Landtagsversammlungen ein. Unter dem Vorsitz eines vom König ernannten Landtagsmarschalls tagten die 80 Deputierten für durchschnittlich vier Wochen. Zu den Aufgaben gehörten die Beratung preußischer Gesetzentwürfe, die „unmittelbar die Provinz angehen“, sowie die Verwaltung einiger sozialer Einrichtungen. Außerdem übten sie das Petitionsrecht aus. Ein Steuerbewilligungsrecht fehlte.

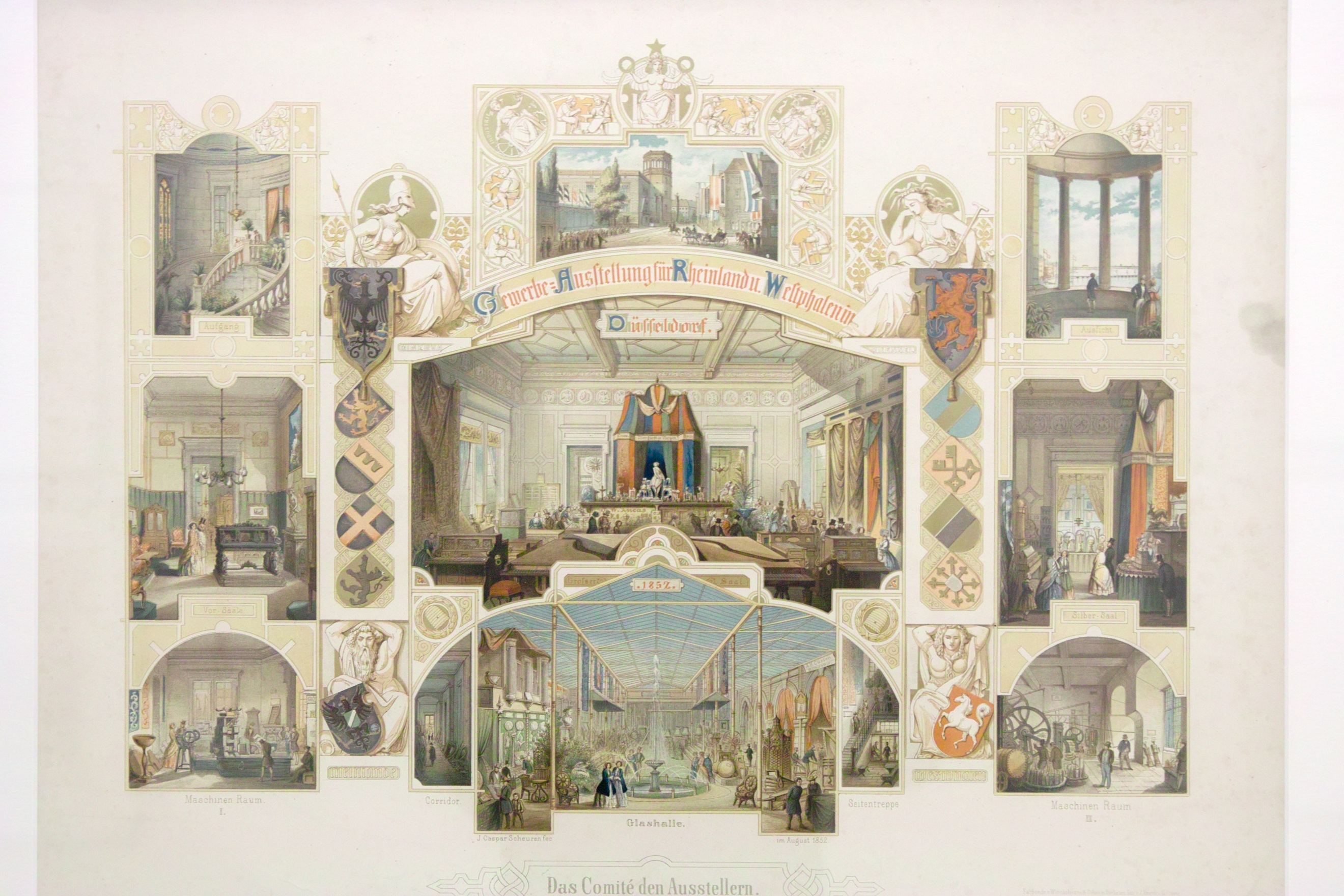
Räume des Rheinischen Provinziallandtags im Düsseldorfer Schloss während einer Zwischennutzung durch die Provinzial-Gewerbe-Ausstellung für Rheinland und Westphalen, Chromolithografie von Caspar Scheuren, 1852

In den 1840er Jahren entstand in der Rheinprovinz eine größere und breitere politische Öffentlichkeit, als deren wichtiger und wahrnehmbarer Teil der Provinziallandtag agierte. So wies der 7. Provinziallandtag am 21. Juni 1843 den Entwurf für ein preußisches Strafgesetzbuch, dessen Inhalt dem in den Rheinlanden geltenden Rheinischen Recht widersprach, einstimmig zurück und bat den König um einen neuen Entwurf. Dieses Ereignis löste das sogenannte Köln-Düsseldorfer Verbrüderungsfest aus, eine politische Demonstration, die eine Kluft zwischen rheinischer Identität und preußischer Krone offenbarte. Differenzen zum preußischen Staat und Forderungen an ihn artikulierten sich ab 1843 auch durch selbstbewusste Auftritte junger, liberal gesinnter Unternehmer unter den Abgeordneten, insbesondere August von der Heydt und Hermann von Beckerath, die entgegen der traditionellen staatlichen Bevorzugung agrarischer Interessen für eine forcierte Industrialisierung eintraten.
Mit der preußischen Verfassung 1848/50 begann 1851 eine neue Phase des Parlamentarismus. Weiteren Bedeutungszuwachs erlangte der Provinziallandtag durch die preußische Provinzialordnung vom 29. Juni 1875, die in der Rheinprovinz allerdings erst am 1. Juni 1887 eingeführt wurde. Sie hob die ständische Gliederung der Provinziallandtage auf und stattete sie mit umfangreichen Befugnissen und Mitteln der Selbstverwaltung aus. Die Abgeordneten wurden nun von Stadtverordnetenversammlungen der kreisfreien Städte und von Kreistagen gewählt. Die Rheinprovinz bestand fortan aus einer staatlichen Verwaltung mit dem Oberpräsidenten an der Spitze, der die preußische Krone in der Provinz vertrat. Daneben wurde der Provinzialverband der Rheinprovinz als Selbstverwaltungskörperschaft eingerichtet, als dessen parlamentarisches Organ der Provinziallandtag fungierte. Weitere Organe des Provinzialverbandes waren der Landeshauptmann (Landesdirektor) und der Provinzialausschuss, ein Gremium aus Landeshauptmann und 15 gewählten Vertretern aus dem Provinziallandtag.
Nach der Machtübernahme des Nationalsozialismus und im Zuge der Errichtung eines NS-Staats wurde der Provinziallandtag 1933 aufgelöst und die Verwaltung des Verbands dem NS-Regime unterworfen. 1953 knüpfte die Landschaftsversammlung Rheinland als Beschlussorgan des Landschaftsverbands Rheinland an die parlamentarische Tradition des Provinziallandtags der Rheinprovinz an.

## Sitz

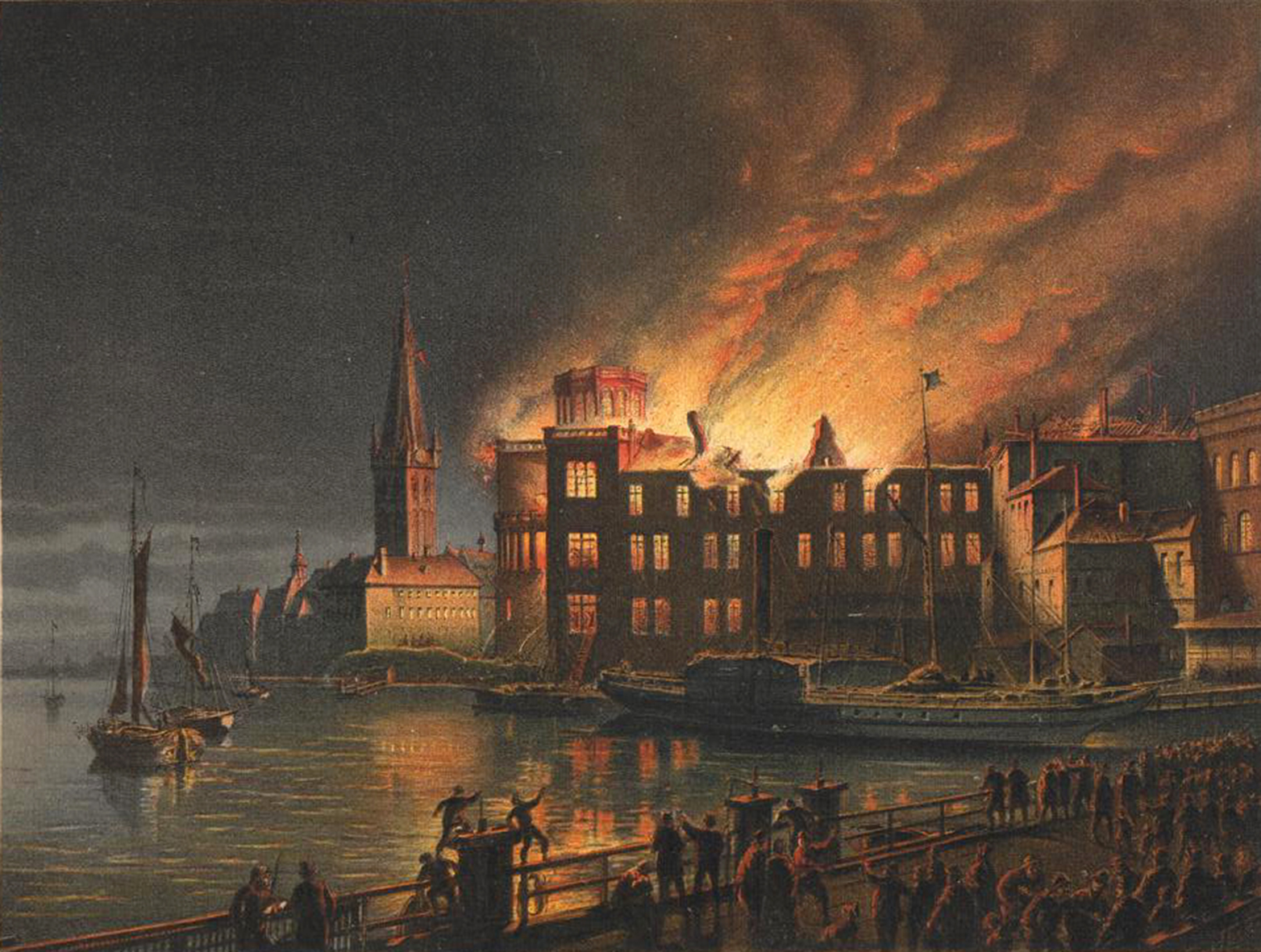
Brand des Düsseldorfer Schlosses im Jahr 1872, Illustration von August von Wille, 1873

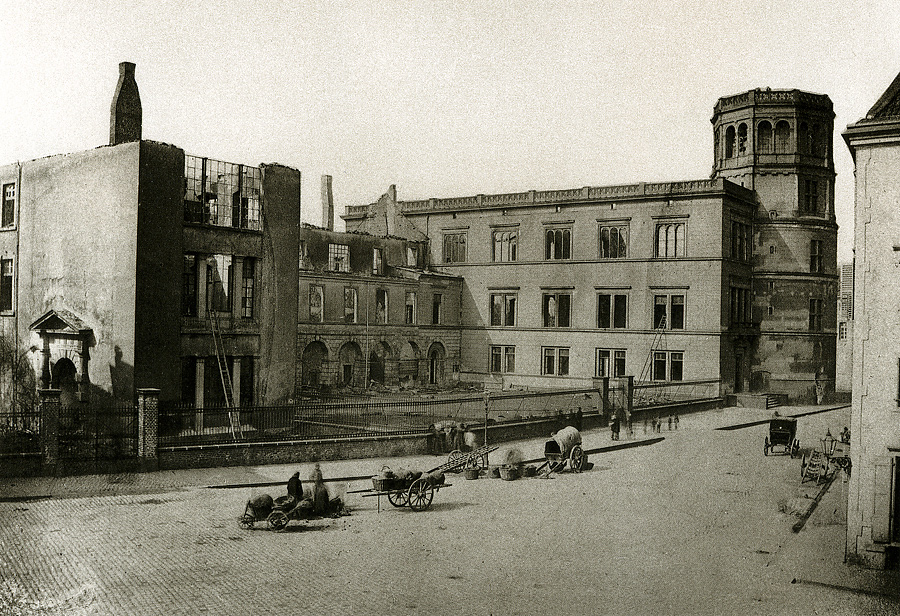
Brandruine des Provinziallandtages, 1872

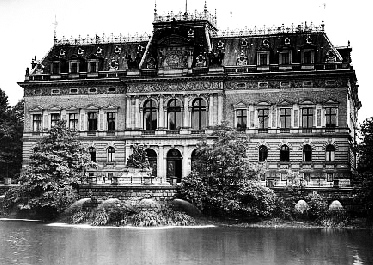
Ständehaus Düsseldorf, 1904

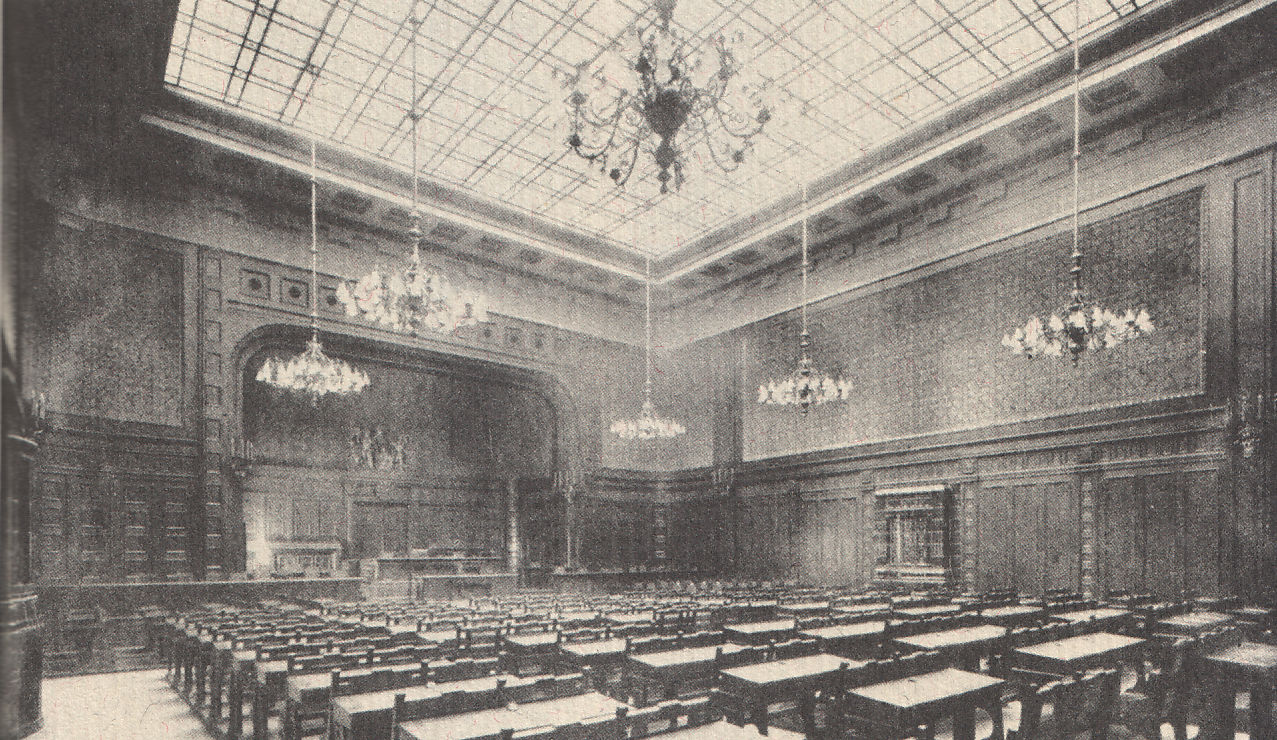
Sitzungssaal, um 1900

Tagungsort der rheinischen Provinzialstände war seit dem 27. März 1824 Düsseldorf. Die Deputierten versammelten sich zunächst in der Alten Kanzlei am Marktplatz in einem notdürftig hergerichteten Tanzsaal. Die unbequemen Räumlichkeiten dieses Gebäudes wurden von Anfang an als unzureichend empfunden. Von 1843 bis 1851 tagten sie im ehemaligen Statthalterpalais.
Nachdem um 1828 erwogen worden war, das Hofgärtnerhaus für parlamentarische Zwecke herzurichten, wurde auf Anregung des Düsseldorfer Anwalts Friedrich Bracht ein Wiederaufbau des 1794 im Ersten Koalitionskrieg weitgehend abgebrannten Düsseldorfer Schlosses in Betracht gezogen. Die Diskussionen über den Wiederaufbau der Schlossruine verliefen allerdings zunächst im Sande, weil der Rheinprovinz eigene Mittel fehlten, die mit 23.000 Talern taxierte Neubaumaßnahme zu finanzieren. Als seit etwa 1840 daran gedacht wurde, den Sitz im Koblenzer Schloss zu nehmen, entwickelte die Stadt Düsseldorf 1841 den Vorschlag, ein wiederaufzubauendes Düsseldorfer Schloss für die Unterbringung der Kunstakademie Düsseldorf, für Ausstellungszwecke und als Ständehaus zu nutzen. Dieser Vorschlag fand 1842 die Zustimmung Friedrich Wilhelms IV., der nach weiteren Erörterungen seinen Hofarchitekten Friedrich August Stüler mit dem Neubau beauftragte.
Von 1851 bis 1872 fanden die Sitzungen im neuen Düsseldorfer Schloss statt, ehe dieses Gebäude 1872 niederbrannte, so dass die Ständeversammlung bis 1879 erneut in einen Behelf ausweichen musste, nämlich in die Aula der städtischen Realschule an der Klosterstraße. Provinziallandtag und Provinzialverwaltung regten in dieser Zeit einen Neubau in den Grünanlagen am Kaiserteich an. Nach Plänen von Julius Carl Raschdorff wurde dieser Bau zwischen 1876 und 1880 verwirklicht. Als Ständehaus Düsseldorf stand den Abgeordneten des Provinziallandtags sodann erstmals ein eigenes, äußerst repräsentatives Gebäude als Parlamentssitz zur Verfügung. Ab 1949 nutzte der Landtag Nordrhein-Westfalen dieses Gebäude.